# Lamington
Lamington is een dorp ongeveer 6 kilometer ten zuidwesten van Tain in de Schotse lieutenancy Ross and Cromarty in het raadsgebied Highland.